# Phaeostigma major
Phaeostigma major – słabo poznany gatunek wielbłądki (Raphidioptera) z rodziny wielbłądkowatych (Raphidiidae). 
W Polsce jest gatunkiem bardzo rzadkim.